# Национална общогръцка огранизация на младежите
Националната общогръцка организация на младежите (ЕПОН) (на гръцки: Ενιαία Πανελλαδική Οργάνωση Νέων, ΕΠΟΝ) е младежка организация към Националния освободителен фронт (ЕАМ). Създадена е на 23 февруари 1943 година след обединяването на Федерация на комунистическата младеж (ОКНЕ) с организациите Гръцка селска младеж, Единна националноосвободителна организация на младежите работници и служещи, Единна учеща се младеж, Съюз на младежите борци от Румели, Тесалийска свещена рота, Народна революционна младеж, Свободна младеж, Социалистически революционен авангард и Младежка филики етерия. ЕПОН е активна по времето на германската окупация на Гърция през Втората световна война. ЕПОН заедно с всички други структури на ЕАМ са забранени след началото на Гръцката гражданска война от официалната власт, но фактически съществува и действа незаконно до 1958 година.